# Клеарх (полководец)
Клеарх (др.-греч. Κλέαρχος; около 450—401 до н.э) — спартанский полководец, который в 403 до н. э. был послан на помощь жителям Византия и, устроив государственный переворот в городе, стал его тираном. Так как лакедемоняне были недовольны его поведением, и он сам опасался измены, то вскоре Клеарх бежал к Киру Младшему, собиравшемуся восстать против власти своего брата Артаксеркса II. После битвы при Кунаксе, в которой он неважно проявил себя, Клеарх повёл греков в обратный путь, но на реке Забата пал жертвой вероломства Тиссаферна. Клеарх и другие греческие вожди встретились с ним в его шатре для переговоров. Как только за греческими вождями закрылись полы шатра, они были перебиты. В своём «Анабазисе» Ксенофонт даёт характеристику Клеарха как полководца:
Клеарх, по общему мнению всех лично его знавших, был человек не только искусный в воинском деле, но и в высшей степени воинственный...имея возможность жить мирно, не унижаясь и ничего не теряя, он предпочитает вести войну; вместо того чтобы предаться праздности, он трудится и спокойному наслаждению богатством предпочитает трату денег на военные цели.
Клеарх так же охотно бросал деньги на войну, как другие на какую-либо утеху. Вот до какой степени он любил войну. А искусным в военном деле его считали потому, что он любил опасность, днем и ночью нападал на врагов и не терялся в трудных обстоятельствах, как в один голос утверждают все воевавшие вместе с ним.

Но когда миновала опасность и являлась возможность уйти под начало к другому вождю, многие покидали его, так как в нем не было ничего привлекательного, он всегда был сердит и суров, и солдаты чувствовали себя перед ним, как дети перед учителем. При нем никогда не было ни одного человека, следовавшего за ним из дружбы или расположения.